# De Bolle

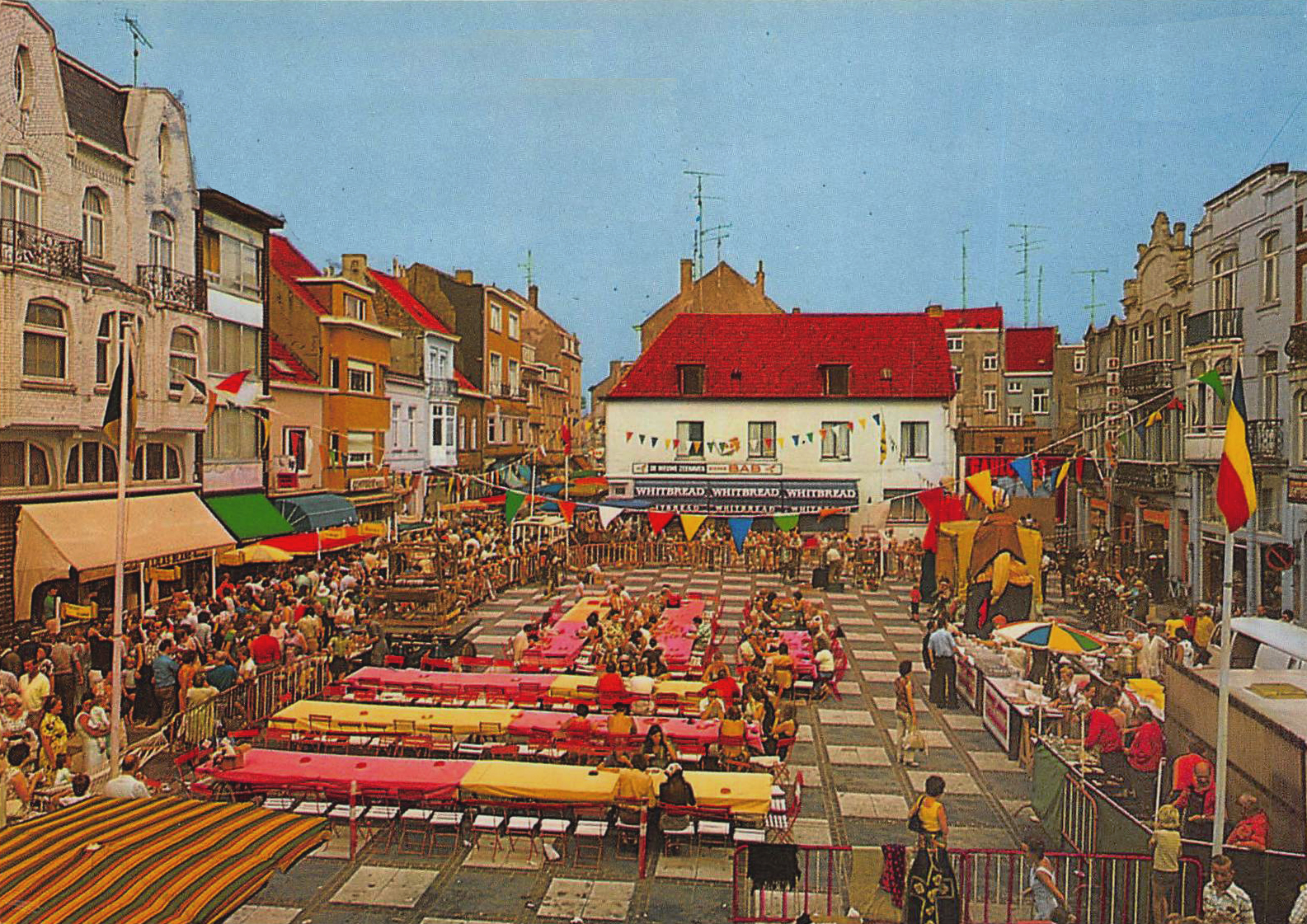
Feest op De Bolle in Heist-aan-zee in 1986.

De Bolle is een dorpsplein in Heist-aan-zee dat tussen 1883 en 1932 het marktplein was.

## Geschiedenis
Begin 1881 besliste de gemeenteraad om aan de hoek van de Vlamingstraat en de Leopold II straat een marktplein aan te leggen en liet hiervoor een aantal oude huisjes slopen. Vanaf 1883 werd er iedere dinsdag op de Place du Marché een wekelijkse markt georganiseerd.
Het plein werd in 1884 officieel ingehuldigd en kreeg de naam van Place Mengé naar de toenmalige burgemeester van Heist. 
In 1932 verhuisde de dinsdagmarkt naar het Maes en Boerenboomplein gelegen voor het nieuwe gemeentehuis.
Na de Tweede Wereldoorlog werd herdoopt tot Canadezenplein en sedert 1971 noemt het De Bolle naar een zandbank voor Heist.
In 2016 werd het plein heraangelegd.

## Foto’s

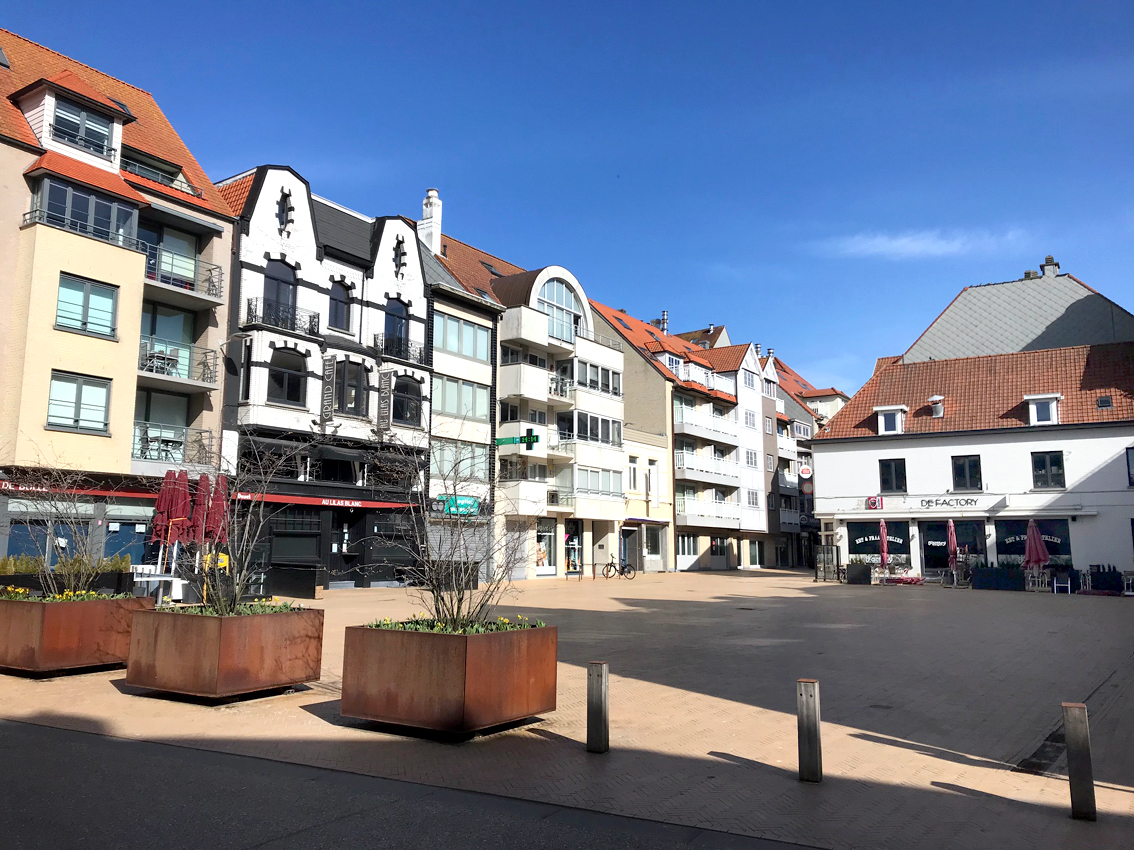
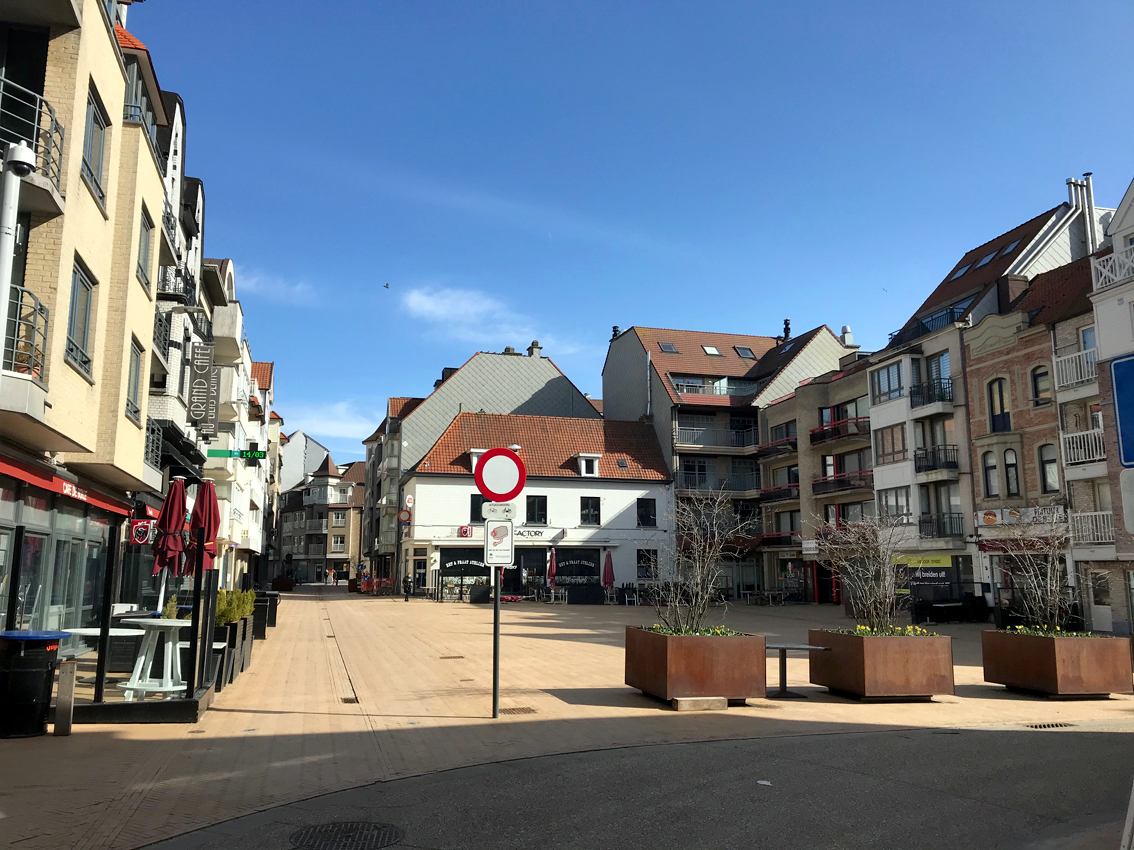
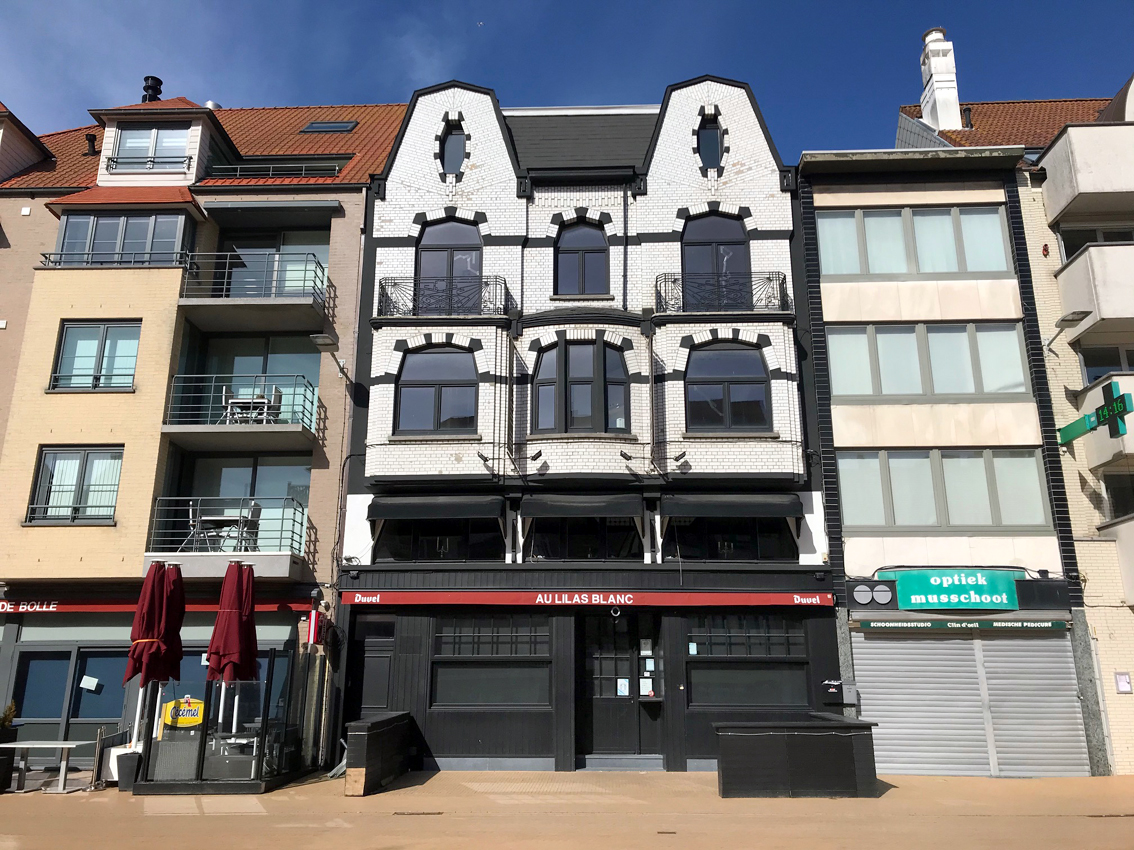
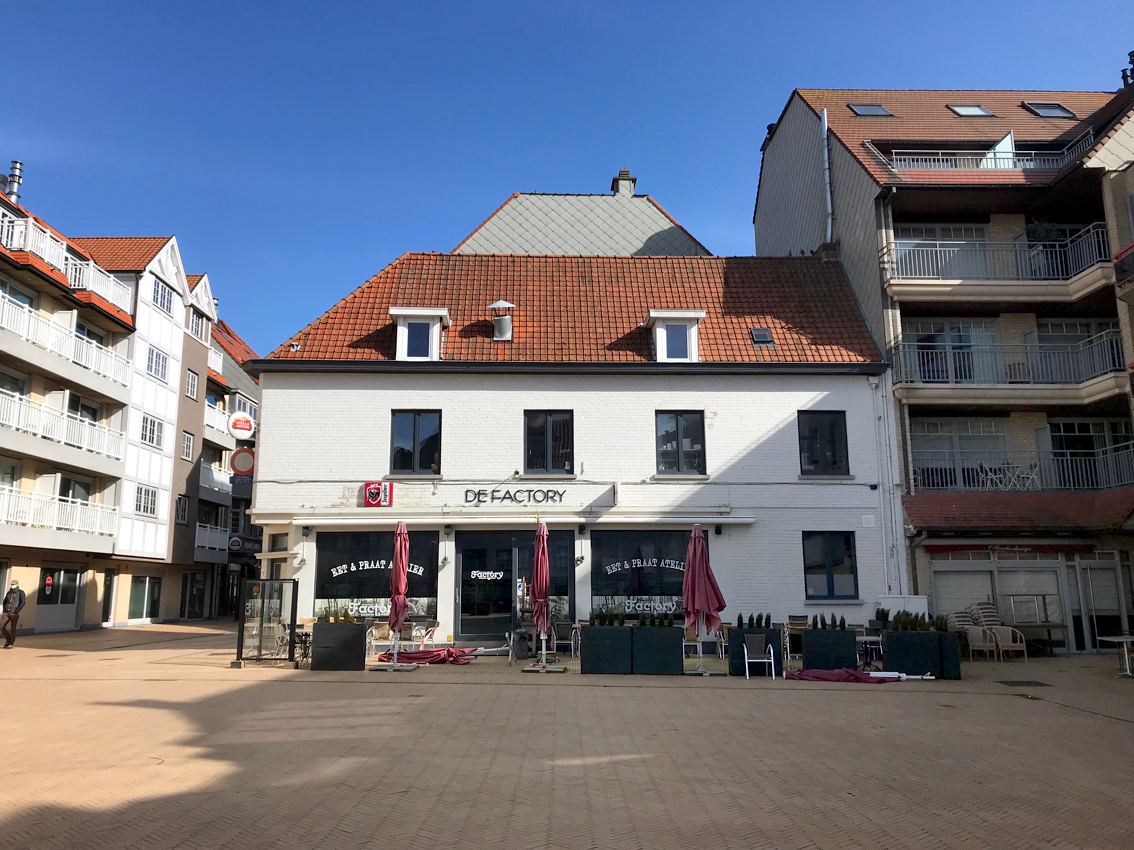